# Нова економска политика
Нова економска политика (НЕП; рус. новая экономическая политика, НЭП) је био један период у историји Совјетског Савеза између 1921. и 1928. године у ком је нова совјетска власт допустила обнову неких елемената капиталистичке привреде у земљи с циљем побољшања економских прилика.
Прави узрок према том заокрету била је политика ратног комунизма, на снази од 1918. до 1921, која је довела националну економију до колапса. Све отвореније побуне и демонстрације против такве политике и окретање симпатија које су сељаци испочетка имали за њих навела је руководиоце комунистичке партије и њиховог вођу Лењина, о потреби стратешког одустајања од даљњих радикалних реформи и реконструкцију неких старијих облика привреде у циљу одржавања на власти.
НЕП је покренут након одлука Десетог конгреса Руске комунистичке партије, одржаног у марту 1921. године.
По речима самих совјетских руководилаца бит НЕП-а је била да се ојача савезништво између радника и сељака на економским основама, социјалистичке индустрије и малих сељачких господарстава, те да се преко робно-новчаних односа укључи и сељаке у изградњу социјализма. Или како је то сам Лењин рекао ... максимално подизање производних снага и побољшање животног стандарда радника и сељака. ..  (Лењин, Зборник радова, 5. издање, том 43, стр. 398). НЕП је дозволио обнову неких облика капиталистичке привреде, задржавајући ипак контролу већим индустријским погонима, у транспорту, банкарству и спољној трговини.

## Историја

### Узроци
Откад су бољшевици преузели власт у земљи 1917. отпочео је рат против њих, па су они као меру свог одржања на власти увели ратни комунизам, строго рационалишући расподелу свих добара, а то је конкретно значило да је новац суспендован као платежно средство (вредили су једино бонови за снабдевање), тако да је трговина потпуно замрла. Тешке последице грађанског рата осећале су се по целој земљи. Добар део градова, привредних објеката, железничких пруга био је разорен или тешко оштећен. Становницима градова недостајало је готово свега, од хлеба до огрева за грејање. Велике епидемије којекаквих болести покосиле су велик број становника, глад и немаштина узроковали су и демонстрације против нове власти. Главна замерка је био привилегован положај у опскрби партијских руководиоца и чланова Црвене армије. Сељаци су још некако подносили политику ратног комунизма за време грађанског рата, али не и наставак реквирирања њихових производа и забрану трговања пољопривредним производима. Како се стање смиривало, њихове су се симпатије почеле окретати контрареволуционарима.

### Спровођење и резултати
Од јануара до фебруара 1921. Централни комитет Руске комунистичке партије, на челу са Лењином направио је план преласка на НЕП. На темељу одлука Десетог конгреса партије, Централни извршни комитет издао је 21. фебруара 1921. декрет о фиксном плаћању пореза у натури. Совјет народних комесара Руске Совјетске Федералне Социјалистичке Републике одредило је фиксни порез на житарице за жетву 1921/1922. на 240 милиона пуда (1 руски пуд= 16,3 кг (за жетве1920/1921. пожњевено је 423 милиона пуда) а декретом од 28. марта, дозвољена је размена, купња и продаја пољопривредних производа, уз истовремени довршетак праксе реквирирања житарица за жетву 1920/1921. године. Плаћање фиксног пореза у натури у Украјини, уведено је већ у марту 1921, у Бјелорусији у априлу, у Јерменији у јуну, у Грузији у јулу, а Азербејџан је због економских тешкоћа био изузет од пореза за целу 1921. годину.
Увођење плаћања фиксног пореза у натури био је пресудан захват НЕП-а, али не и једини. Увођење плаћања фиксног пореза у натури и располагање вишковима потакло је сељаке да повећају производњу и тако остваре додатни приход. У циљу оживљавања трговине и индустрије декретом од 17. маја 1921. делимично је денационализована и мала индустрија, а декретом од 24. маја 1921. допуштен је и рад приватним трговинама. Од 5. јула 1921. омогућено је оснивање мешовитих предузећа и давање мањих индустријских предузећа у закуп или концесију мешовитим предузећима и приватним особама, а од 7. јула 1921. оснивање приватних предузећа до 20 радника. Касније је тај број и повећан.
Једна од мера за повећање пољопривредне производње и јачања конкуренције била је обнова могућности закупа пољопривредног земљишта и кориштење унајмљене радне снаге, објављена 11. августа 1921. године. Од јесени 1921. почео је процес оживљавања великих сајмова, на којима је обновљена трговина. 
Истовремено жељело се да се избгну прекупци, па се форсирала директна размена између великих индустријских предузећа и појединих регија, које је требало преко задруга да обезбеде пољопривредне производе са малих газдинстава свога краја, али то упркос оснивању специјалних фондова за ту намену није заживело, јер се све више ширио принцип понуде и потражње.
Либерализацијом трговине, обрта и мањих индустријских погона поновно се појавила буржоазија, коју су тад звали неповци. То су били трговци, закупци пољопривредног земљишта (звани кулаци), прекупци, предузетници свих фела, аквизитери… Тако је до 1926. око 2,3 милиона људи (заједно са својим породицама), а то је било 1,6% становништва Совјетског Савеза живело од неповских предузећа. Ипак је совјетска власт релативно чврсто контролисала и регулисала њихову делатност, поготово што се тиче пореза. Интересе запослених радника по приватним предузећима штитила је држава и синдикати.
Нови услови који су се појавили са НЕП-ом захтевали су и реорганизацију управљања привредом. Због тог је Врховни совјет народне привреде (министарство) у мају 1921. формирао 16 одељења која је трбало да преко регионалних (губернијских) совјета контролишу привредну активност у земљи.
Једна од мера НЕП-а била је и престанак праксе плаћања у натури за рад уведена за ратног комунизма, дакле плаћање у новцу. Због тога је у октобру 1921. основана је Државна банка (Госбанк), којој је поверена монетарна политика. До краја 1922. издане су прве новчанице са златном подлогом, зване у складу са традицијом Царске Русије, червонци (червонцы), које су биле конвертибилне. Након монетарне реформе проведене од 1922. до 1924, плаћање пореза у натури у пољопривреди је замењено плаћањем у новцу. Због пружања повољнијих кредита сељацима, основана је у фебруару 1924. Централна пољопривредна банка.
НЕП је дао изненађујуће брзе резултате. Већ се 1922. повећала пољопривредна производња и количина сировина за прераду, опоравила се и индустрија. Уз лаку поступно је оживела и тешка индустрија, тако да је Једанаести конгрес Руске комунистичке партије прогласио фазу дефанзиве завршеном. Већ се 1922/1923. припремала офанзива против приватног предузетништва и учвршћење водеће позиције јавног (државног) сектора у свим гранама привреде. За три године (од октобра 1923. до октобра 1926. године) удео државног и задружног сектора у укупној размени повећан је са 44 на 76%, истовремено се удео приватног сектора смањио са 41 на 19%. У индустрији, улога приватног капитала од самог почетка НЕП-а била је и остала занемарива, по списку индустријских предузећа проведеног 1925-1926, приватна предузећа су остваривала само 4% укупне производње и запошљавала само 2,6% радника. Што се тиче концесија даваних странцима, њих је 1925. било само 92, од тога 43 у индустрији, у њима је радило је 54 000 радника. Удео свих приватних предузетника укључујући и занатлије био је 1924/1925. 24,2%, али највећи део њих радили су сами, без иједног запосленог.
С друге стране, сеоске буржоазије (кулака) је 1924/1925. било само 3,3% од свег сељачког становништва, али је на њиховим поседима радило 2 милиона радника. Социјалистички сектор у индустрији је 1925. био заступљен са 73,3%, у трговини на велико 87,9%, у трговини на мало 55,9%. Већ 1927. удео социјалистичког сектора у индустрији попео се на 86%, а удео приватних трговаца у трговини на мало пао је од 35% на 5%.
Сама Комунистичка партија Совјетског Савеза овај пут на челу са Стаљином као генералним секретаром, закључила је да је НЕП био неопходни корак у изградњи социјализма, а да опортунисти нису разумели објективне економске законе развоја пролетерске државе. Јер су левичарски критичари (Троцкисти) видели у НЕП-у обнову капитализма и неуспех комунистичке стратегије и тактике, док се десним критичарима све то чинило премалим заокретом, па су предлагали да се приватном капиталу дозволи рад и у великим индустријама, те са се одобри продаја земљишта и тако привуче страни капитал. Тако је партија доказала и теоријски и практични неутемељеност тих критика.

## Крај НЕП-а
НЕП је у очима саме совјетске владе био само привремено средство, како би се омогућило привреди да се опорави, а комунистима да се учврсте на власти. Након смрти Лењина на почетку 1924, већ у току 1925. једино је Николај Бухарин био и остао чврсти поборник НЕП-а, док је Лав Троцки постао велики противник. С друге стране Стаљин се држао суздржано и није се приклањао ни једној страни.
Велики мањак житарица за жетава 1928-1929. навео је новог партијског секретара Стаљина, да укине приватне поседе и спроведе масовну колективизацију, односно да уведе државну (друштвену) управу над пољопривредним земљиштем, надајући се да ће тако успети да обезбеди довољно хране за индустријско радништво по градовима који су по његовим плановима морали значајно порасти.
Ова нагла промена економске политике довела је до уништења неколико милиона пољопривредних газдинства и означила крај НЕП-а. Након тога, уследио је период до 1931. кад су под државну контролу враћени сви приватни погони и трговине.